# ولادیمیر باکولین
ولادیمیر باکولین (انگلیسی: Vladimir Bakulin; ۳ سپتامبر ۱۹۳۹ – ۱۰ دسامبر ۲۰۱۲) کشتی‌گیر اهل اتحاد جماهیر شوروی سوسیالیستی بود.